# シマハタタテダイ
シマハタタテダイ（縞旗立鯛、学名：Heniochus singularius）は、スズキ目チョウチョウウオ科に分類される魚類の一種。

## 形態
- 全長25cm[1]。

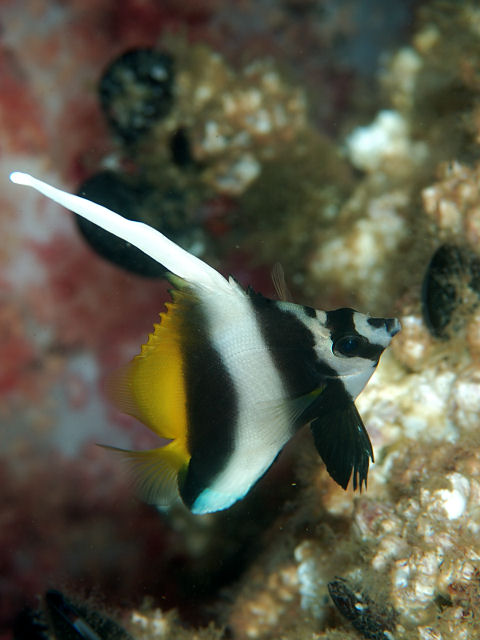
幼魚

- ハタタテダイ属の中で最も黄色が濃い[1]。
- 体側後方の黒の横帯が霞む[1]。

よく似た種
よく似た種としてオニハタタテダイがいる。
両種の違いとして

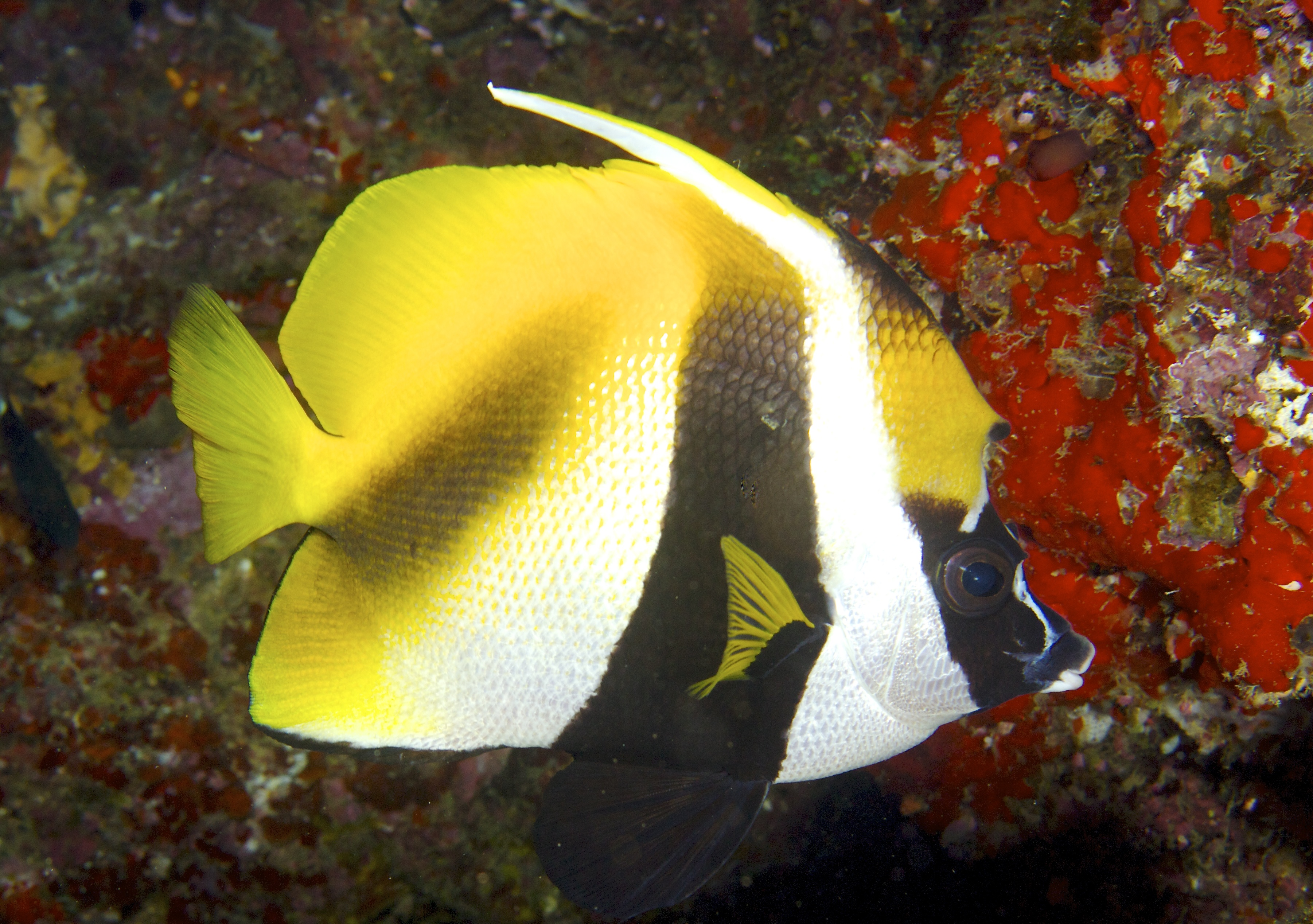
オニハタタテダイ

- 頭部の黒の横帯が、本種のものは背鰭基部まで架からないのに対し、オニハタタテのものは背鰭基部まで架かる[2]。
- 胸鰭を通る黒の横帯が、本種のものは背鰭の前に伸びる[3]のに対し、オニハタタテのものは背鰭の後ろに伸びる[4]。

などが挙げられる。

## 生態
雑食で、サンゴのポリプ、底生の甲殻類、藻類などを食べる。
岩礁域やサンゴ礁に生息する。

## 分布
西・中部太平洋・インド洋。日本では本州中部以南に分布する。どこの地域でも数は多くない。

## 飼育
観賞魚。